# Casa mamei noastre
Casa mamei noastre (titlul original: în engleză Our Mother's House) este un film thriller-dramatic britanic, realizat în 1967 de regizorul Jack Clayton, după romanul omonim din 1963 al scriitorului Julian Gloag, protagoniști fiind actorul Dirk Bogarde și cei șapte copii actori incluzându-i pe Margaret Brooks, Sarah Nicholls, Mark Lester și cu participarea actriței Yootha Joyce într-un rol secundar. 

## Rezumat
La moartea mamei lor după o lungă boală, cei șapte frați Hook decid să o îngroape în grădina casei, fără să dezvăluie nimănui acest lucru și pretinzând că mama lor este în viață. Asta deoarece copii se tem că vor fi despărțiți dacă se știe că sunt singuri. Tatăl, care nu a dat nicio veste despre el de multă vreme, reapare brusc. Starea de spirit a familiei se schimbă treptat, iar copiii încep să simtă o afecțiune profundă pentru o persoană care, în realitate, se dovedește a nu fi nici măcar tatăl fiecăruia. Elsa, fiica cea mare, rămâne acum deținătoarea izolată a amintirii mamei. Când toate faptele sunt puse cap la cap, eșecul proiectului inițial devine inevitabil: copiii nu vor mai putea fi împreună...

## Distribuție
- Dirk Bogarde – Charlie Hook
- copiii:
  - Margaret Brooks – Elsa
  - Pamela Franklin – Diana
  - Louis Sheldon Williams – Hubert
  - John Gugolka – Dunstan
  - Mark Lester – Jiminee
  - Sarah Nicholls – Gerty
  - Gustav Henry – Willy
- Parnum Wallace – Louis, oaspetele copiilor
- Yootha Joyce – Mrs. Quayle
- Claire Davidson – Miss Bailey
- Anthony Nicholls – Mr. Halbert
- Annette Carell – Mother
- Gerald Sim – Bank Clerk
- Edina Ronay – Doreen
- Diana Ashley – prietena lui Charlie
- Garfield Morgan – Mr. Moley
- Faith Kent – clienta
- John Arnatt – clientul
- Jack Silk – motociclistul